# 滑川 (埼玉県)

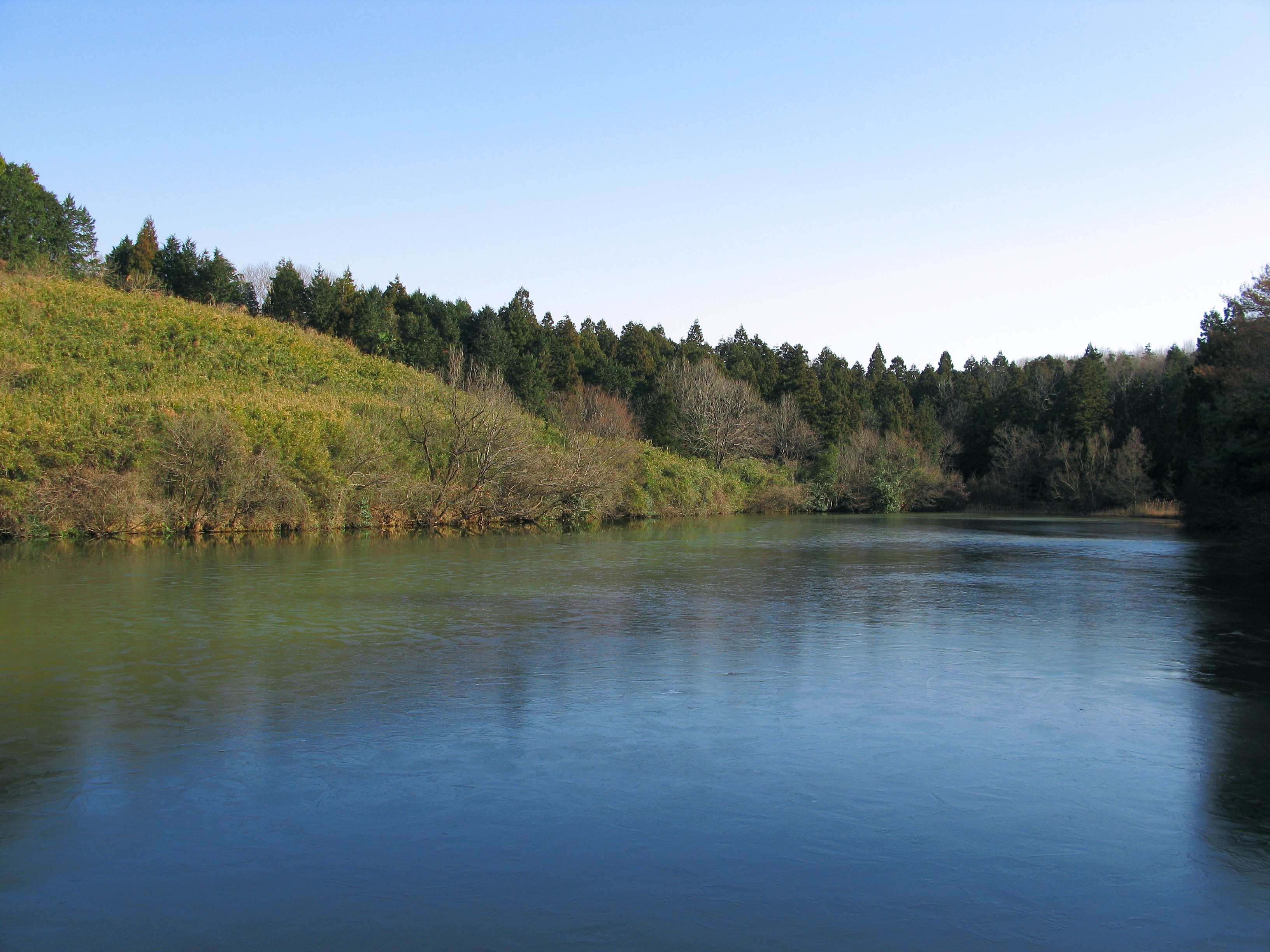
三反田沼（滑川の源流）

滑川（なめかわ）は、埼玉県を流れる一級河川。荒川水系の支流で、市野川の最大の支流である。また、滑川町の町名の由来でもある。
流路延長は13.5km。

## 地理
埼玉県嵐山町吉田の丘陵地帯にある三反田沼に源を発する。三反田沼の周囲の他、滑川の流域には小規模な灌漑用の溜池が数多く分布する。
概ね南東方向に流れ、周囲の小川や溜池の水を集めながら流量を次第に増し、滑川町役場の付近では川幅は約15mにもなる。
東松山市と滑川町の境界付近からは市野川が、丘陵を挟んだ南側を並行して東に流れる。
流路を東から次第に南に向きを変え、東松山市砂田町と吉見町北吉見の境界付近で市野川の左岸に合流する。

## 自然
里山が広がる滑川町は灌漑用の溜池、特に丘陵の谷地に造成した谷池が多く、その数は大小約200ヶ所にも及び、埼玉県全体の四分の一にも達する。
1986年に町内の溜池で、埼玉県では絶滅したと思われていた淡水魚のミヤコタナゴ（国の天然記念物）が再発見された 。
現在、滑川町内にあるいくつかの溜池では、ミヤコタナゴの生息が確認されている他、ミヤコタナゴの生息環境の回復に向けた事業が行われている。
また、滑川流域にある滑川エコミュージアムセンターでは、ミヤコタナゴの他、国内に生息する淡水魚を見ることができる。

## 流域自治体
- 熊谷市
- 嵐山町
- 滑川町
- 東松山市
- 吉見町

## 流域の施設・名所
- 泉福寺
- 二ノ宮山
- 滑川町総合運動公園
- 滑川町役場

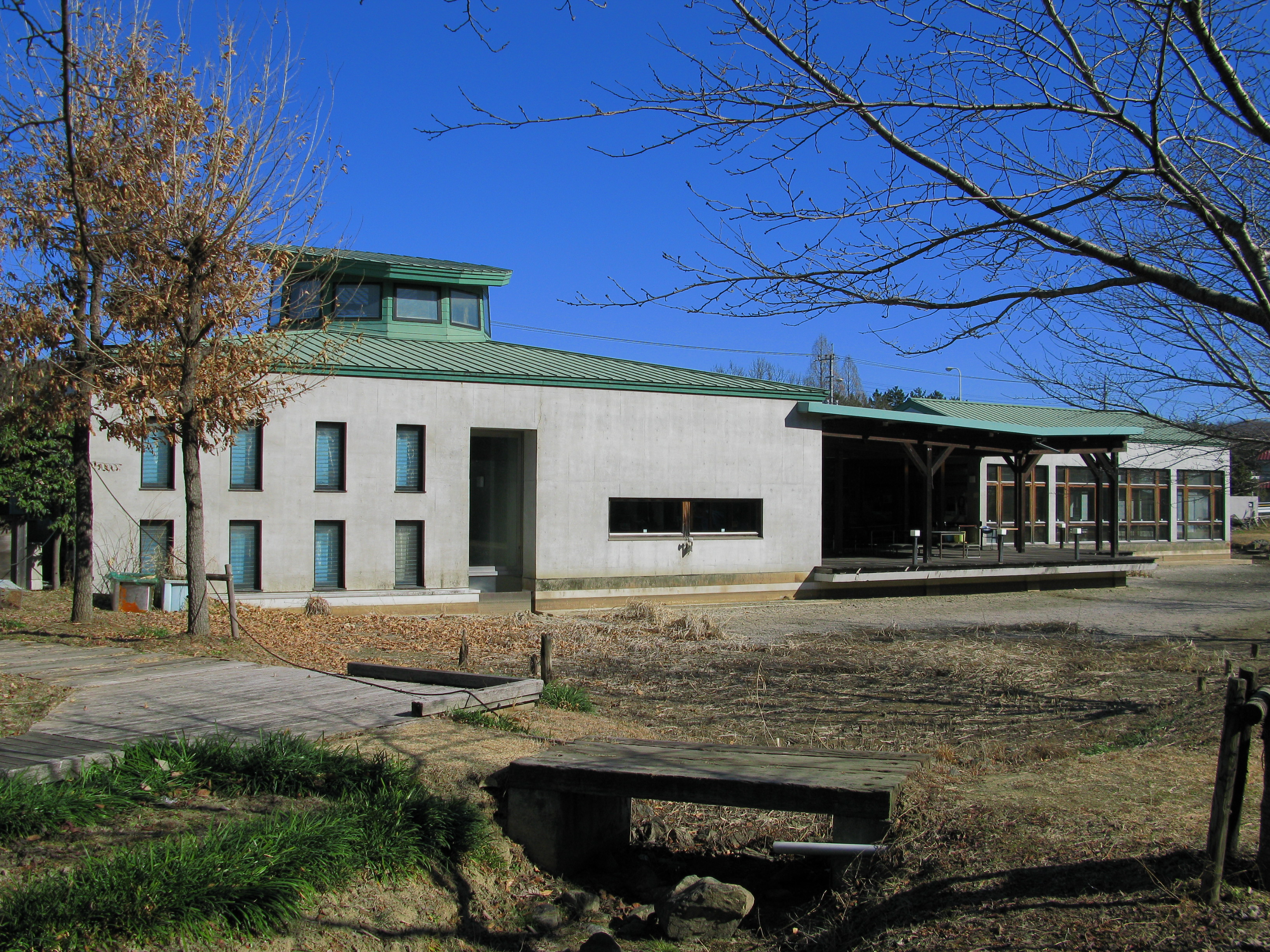
滑川エコミュージアムセンター
- 国営武蔵丘陵森林公園
- 東松山カントリークラブ
- 東松山市ウォーキングトレイル
- 岩鼻運動公園
- 百穴温泉
- 吉見百穴

- エコミュージアムセンター

## 支流
- 長沼川
- 中堀川
- 角川
- 月中川

## 橋梁

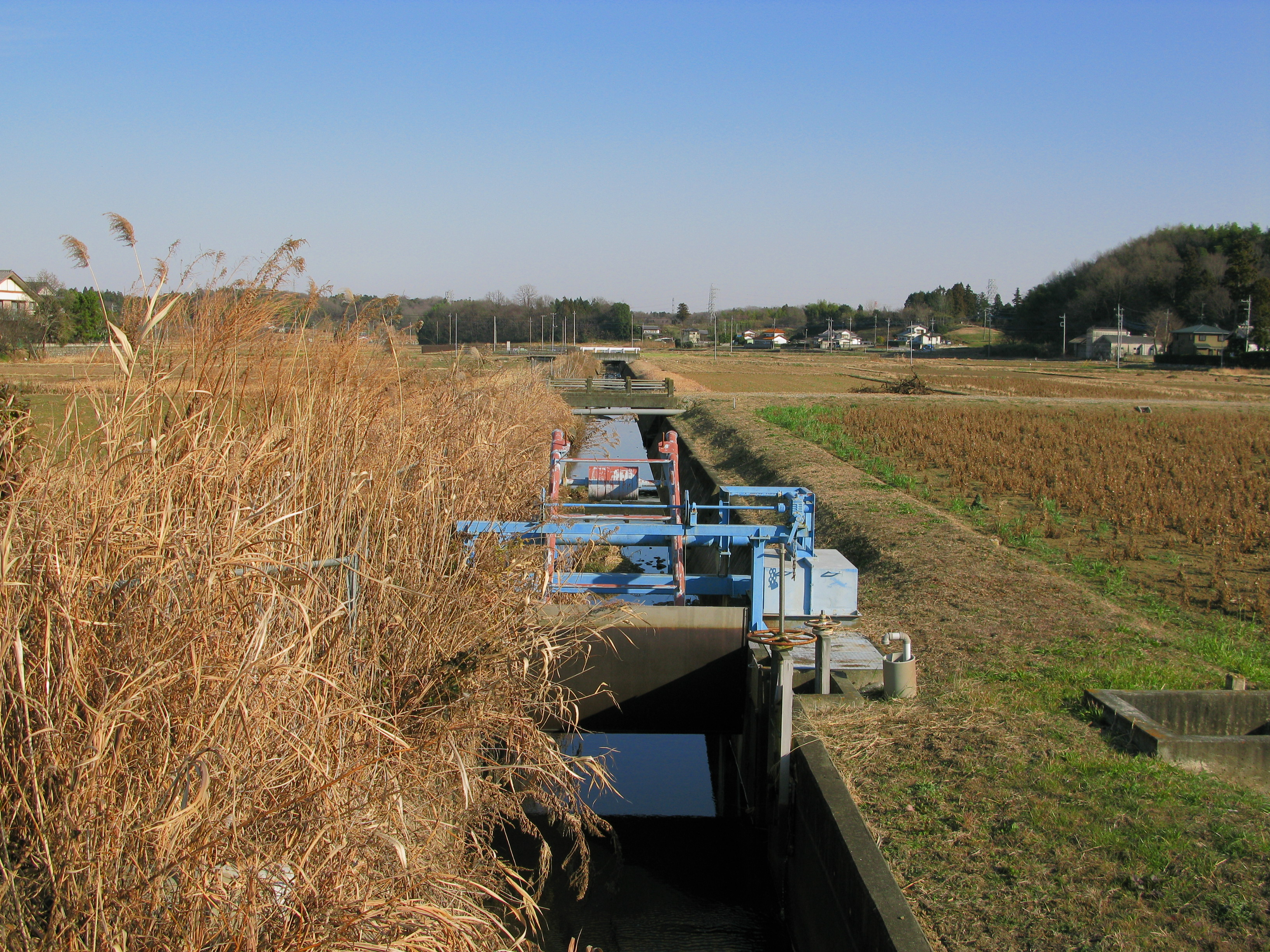
滑川最上流部

上流から
- 埼玉県道11号熊谷小川秩父線
- 新川一号橋
- 新川二号橋
- 新川三号橋
- 新川四号橋
- 矢先橋
- 寺橋
- 第一明賀橋
- 第二明賀橋
- 竹ノ花橋
- 和泉大橋 - 管理起点
- 勝和橋
- 越場橋
- 田尻橋
- 大堰橋
- 中島橋
- 大木橋（埼玉県道173号ときがわ熊谷線）
- 新庭橋（埼玉県道47号深谷東松山線）
- ふれあい橋
- 市場橋
- 熊谷東松山道路
- 名称不明
- 上橋
- 中橋
- 下橋
- 野田橋（埼玉県道391号大谷材木町線）
- 前川橋
- 松平橋（埼玉県道66号行田東松山線）
- 東松平橋（国道407号）
- 向台橋
- 八幡橋
- 不動橋（埼玉県道271号今泉東松山線）